# 歸仁潁川家廟
22°59′48″N 120°16′30″E / 22.996707°N 120.274956°E
歸仁潁川家廟位於臺南市歸仁區，俗稱「大學陳家祖厝」，供奉天上聖母、土地公與忠順聖王，於民國九十二年（2003年）5月27日經當時的臺南縣政府公告為歷史建築。

## 沿革
大學陳家的祖先是先從漳州遷至金門，再遷到澎湖，最後才在陳世傳等四兄弟時遷到今臺南歸仁。
該家廟原為陳家人所居住的祖厝，清嘉慶年間時為二落式茅屋，前殿供奉忠順王，後殿則供奉祖先牌位，而在清末時屋子已改建為半堵磚造的土埆厝。進入臺灣日治時期後，約在昭和八年（1933年）左右改成磚仔厝，且完全轉變成家廟而無人住於其中，只由一位私塾先生繼續在裡頭教書並兼管理員。二次大戰後，家廟曾於民國四十五年（1956年）進行整修，而在民國八十七年（1998年）左右也進行整修過。

## 建築特色
歸仁潁川家廟為兩進三開間的閩南式口字型建築，每一進皆有一個大門、兩個後門及兩個廂房。其屋架為木構穿斗式結構，屋瓦用的是紅色仰合瓦，屋頂上設有燕尾脊，而屋脊上除有彩繪之外還貼有菱形花磚。屋身採用出屣起，出挑則是混泥土製，而外牆下半部為洗石子岩石狀裝飾，上半部則是清水紅磚，至於側面的山牆皆有懸魚與鳥踏。
前進入口有泥塑門匾「潁川家廟」，左右開有磚櫺窗，裡頭地板為象徵吉祥長壽的六角紋，供奉天上聖母與土地公，而忠順王則在每年農曆二月十五日的「食祖佛酒」中由擲最多筊的陳家子孫迎回家中供奉，故現在不供奉在家廟中。後進為宗祠，裡頭供奉陳家祖先牌位，地板上為象徵人丁興旺的人字型圖案，而其泥塑門匾上書「潁川衍派」，門口簷下由於人員經常走動而鋪有一塊較耐磨損的長條狀花崗石。